# Vukovije
Vukovije is een plaats in de gemeente Đulovac in de Kroatische provincie Bjelovar-Bilogora. De plaats telt 103 inwoners (2001).